# 聖盧卡斯托利曼
聖盧卡斯托利曼是危地馬拉的城鎮，由索洛拉省負責管轄，位於該國南部，距離首府索洛拉42公里，始建於1584年，面積116平方公里，海拔高度1,591米，2002年人口21,455。

## 外部連結
- San Lucas Mission （页面存档备份，存于）

14°38′N 91°08′W / 14.633°N 91.133°W